# Agostino Magliani

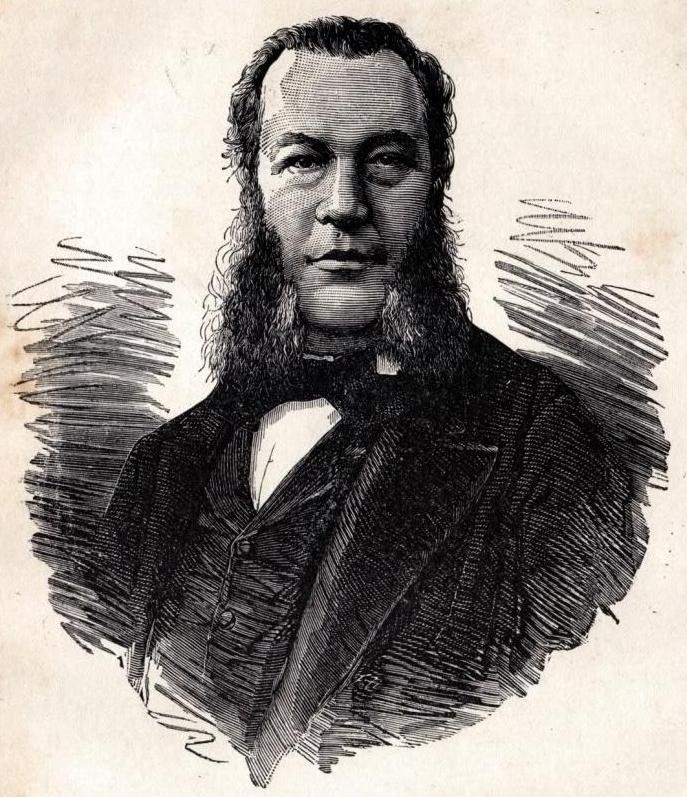
Agostino Magliani.

Agostino Magliani (Laurino, Italia, 23 de julio de 1824-Roma, 20 de febrero de 1891), fue un financiero italiano. 

## Biografía
Nacido el 23 de julio de 1824; originario de Laurino, una comunidad cercano a Salerno.
Estudió en Nápoles, y un libro sobre la filosofía del derecho basado en los principios liberales, le hizo ganar un puesto en el ministerio napolitano de fondos públicos. En 1871, entró en el Senado de Italia, y para ese entonces ya había obtenido una reputación como un experto financiero antes de que su publicación Questione monetaria apareciera en 1874.
En diciembre de 1877, fue nombrado ministro de finanzas, restablecido en el Ministerio de Agostino Depretis, y posteriormente ocupó el mismo cargo en otros tres gabinetes liberales. En su segunda gestión durante 1880, condujo la abolición del impuesto sobre la molienda, que entró en vigor en 1884. Entretanto, tuvo que hacer frente a un aumento de los gastos sin transgredir el electorado radical por cobrar impuestos impopulares, que puso en serias dificultades el crédito italiano durante algunos años, que finalmente pudo establecer para el año 1888.
Magliani murió el 22 de febrero de 1891 en Roma.